# Ostrovné lúky
Ostrovné lúky este o arie protejată (arie de protecție specială avifaunistică — SPA) din Slovacia întinsă pe o suprafață de 8.297,7 ha, integral pe uscat.

## Localizare
Centrul sitului Ostrovné lúky este situat la coordonatele 47°52′09″N 17°55′12″E / 47.869272°N 17.92004°E.

## Înființare
Situl Ostrovné lúky a fost declarat arie de protecție specială avifaunistică în iulie 2003 pentru a proteja 3 specii de animale.

## Biodiversitate
Situată în ecoregiunea panonică, aria protejată nu include niciun habitat protejat.
La baza desemnării sitului se află mai multe specii protejate de  păsări (3): fâsă-de-câmp (Anthus campestris), vânturel de seară (Falco vespertinus), sfrânciocul cu frunte neagră (Lanius minor).